# Genuchinus ineptus
Genuchinus ineptus är en skalbaggsart som beskrevs av Horn 1885. Genuchinus ineptus ingår i släktet Genuchinus och familjen Cetoniidae. Inga underarter finns listade i Catalogue of Life.